# Schloss ob Ellwangen

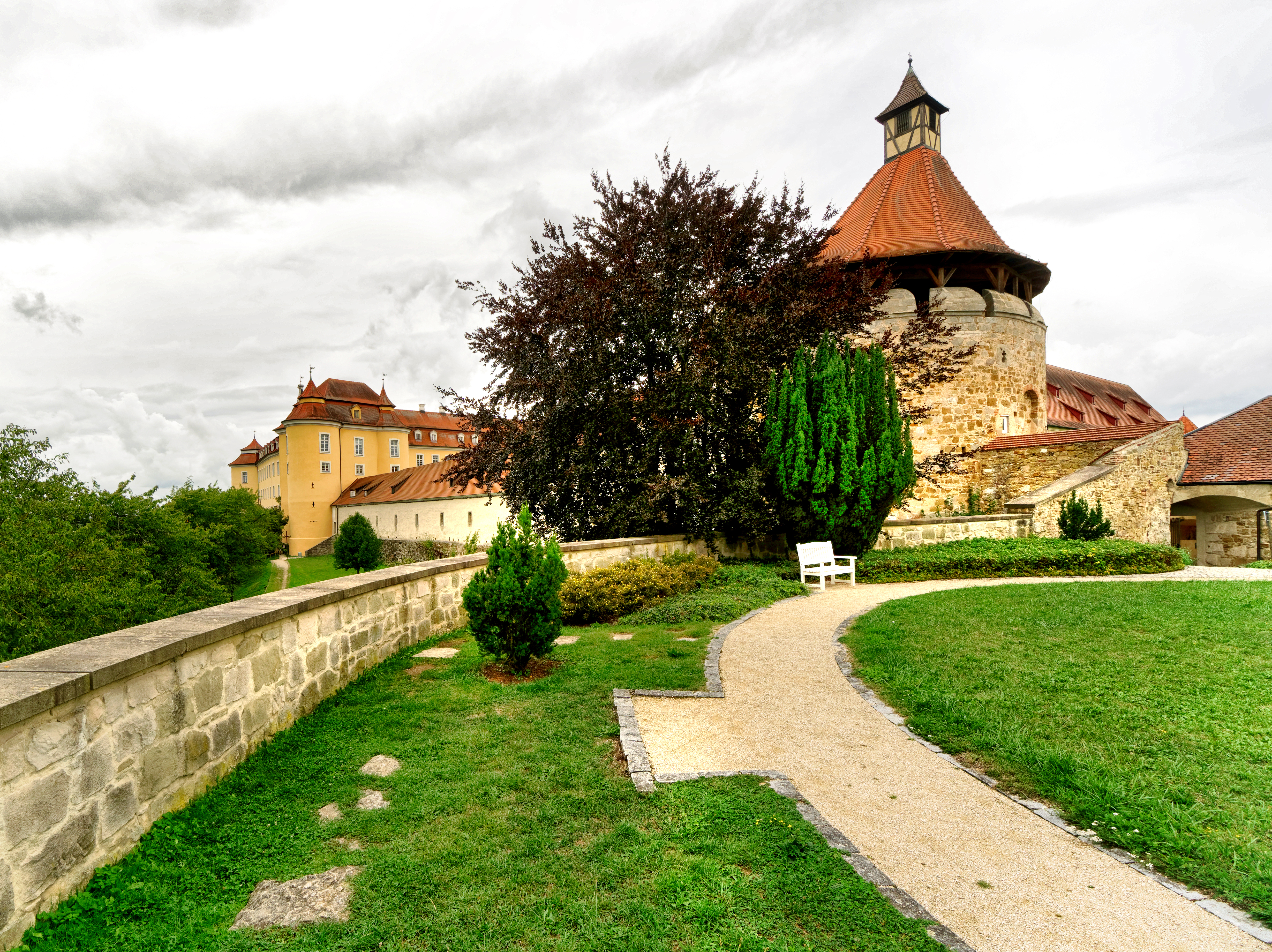
Schloss Ellwangen

Das Schloss ob Ellwangen diente ab 1460 den Fürstpröpsten der Fürstpropstei Ellwangen als Wohn- und Herrschaftssitz sowie von 1802/1803 bis 1842 als kurfürstliche bzw. königliche Residenz. Ursprünglich errichtet wurde es etwa 1200 als Wehrburg des seinerzeit bereits reichsunmittelbaren Klosters Ellwangen.
Die weitläufige Anlage befindet sich bei etwa 505 m ü. NN auf einem Hügel oberhalb der Innenstadt des ostwürttembergischen Ellwangen inmitten von Streuobstwiesen. Zusammen mit der Schönenbergkirche bildet das Schloss ein weithin sichtbares Wahrzeichen Ellwangens.

## Geschichte

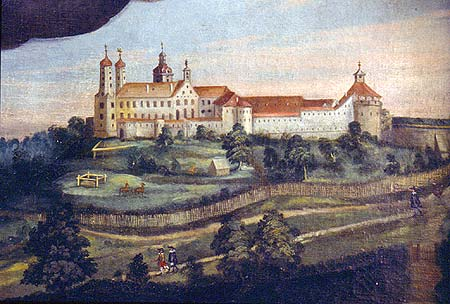
Ansicht des Schlosses ob Ellwangen (1627)

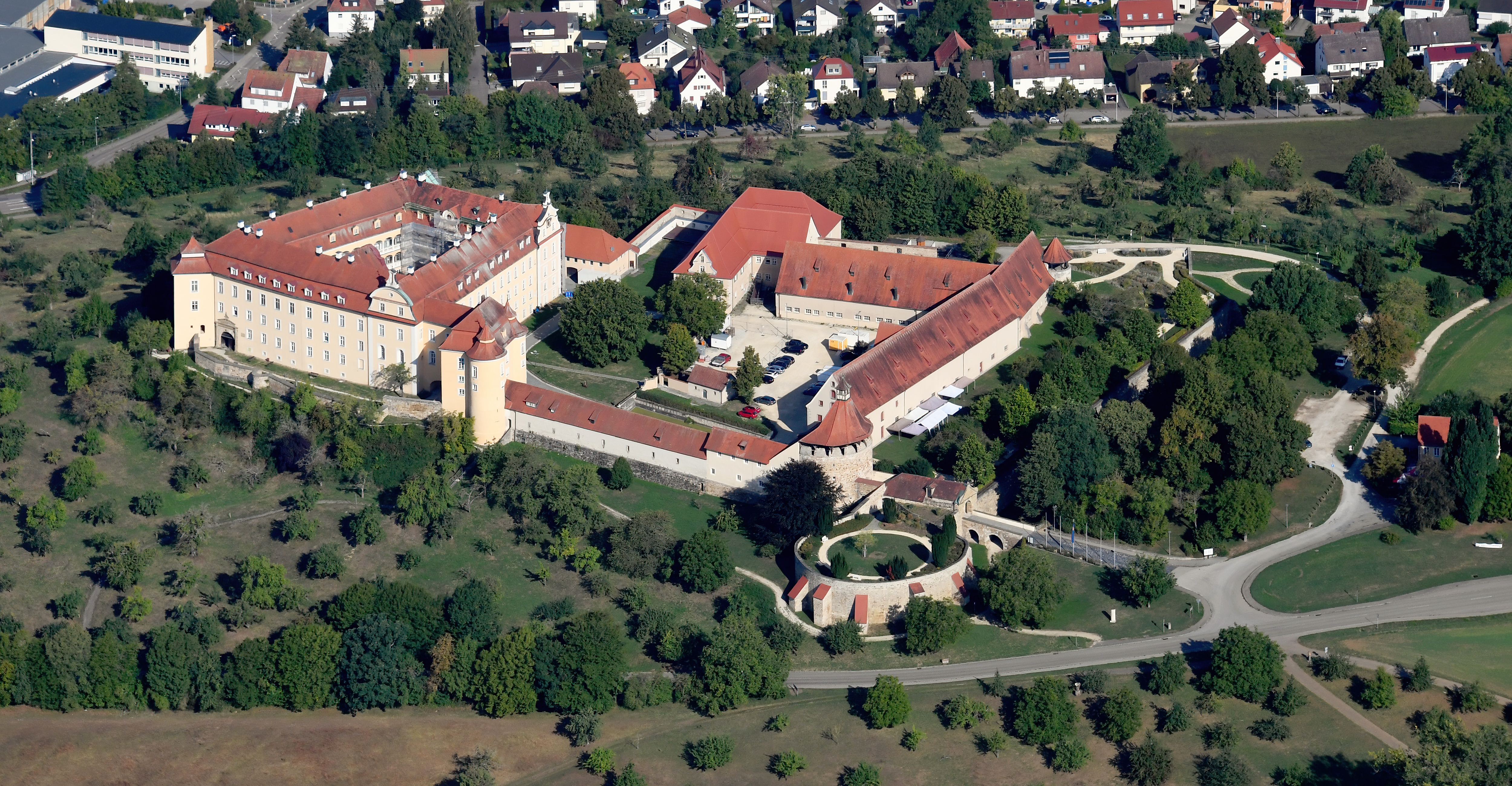
Ansicht aus der Vogelperspektive (2022)

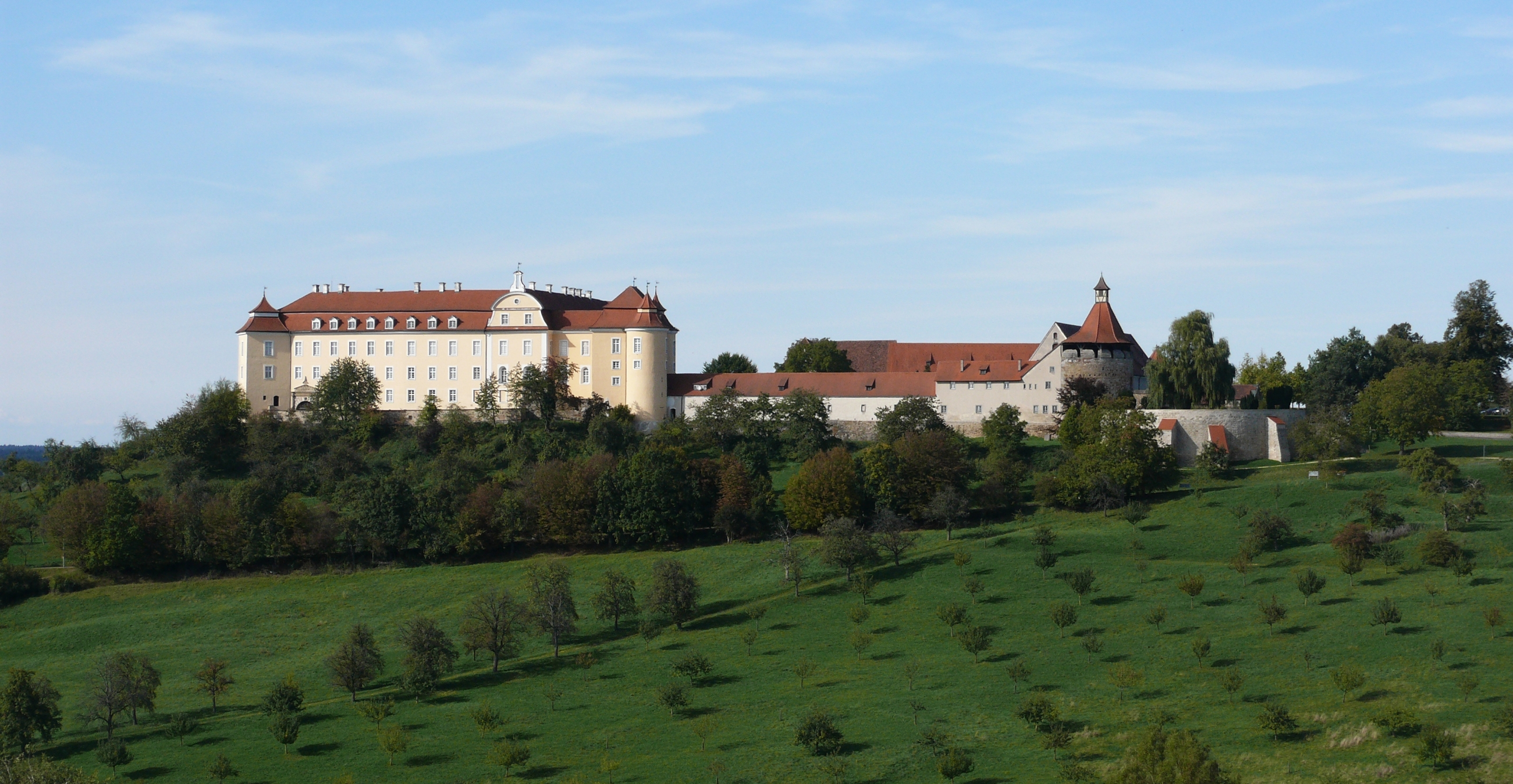
Blick zum Schloss von Süden (2007)

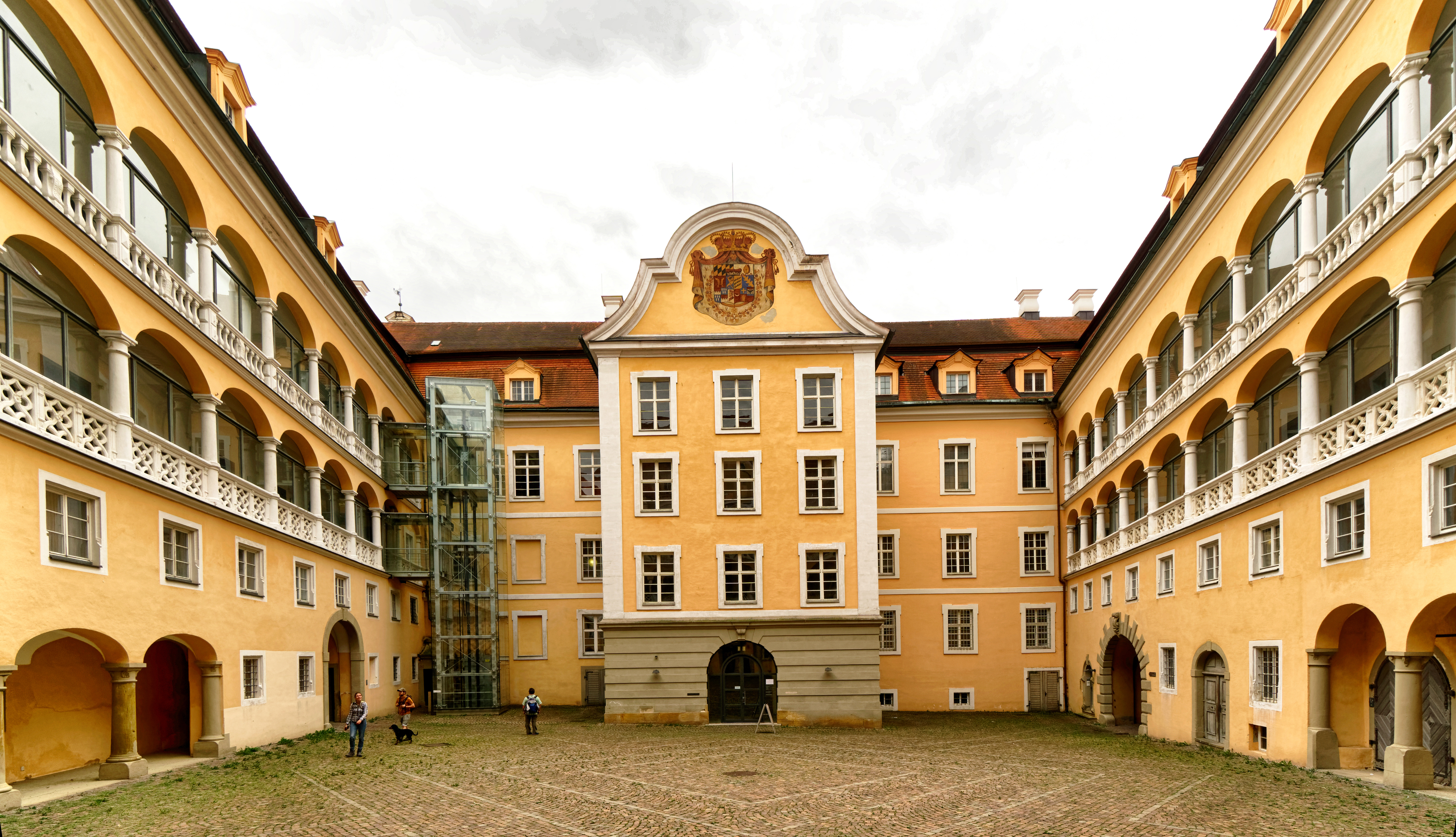
Innenhof

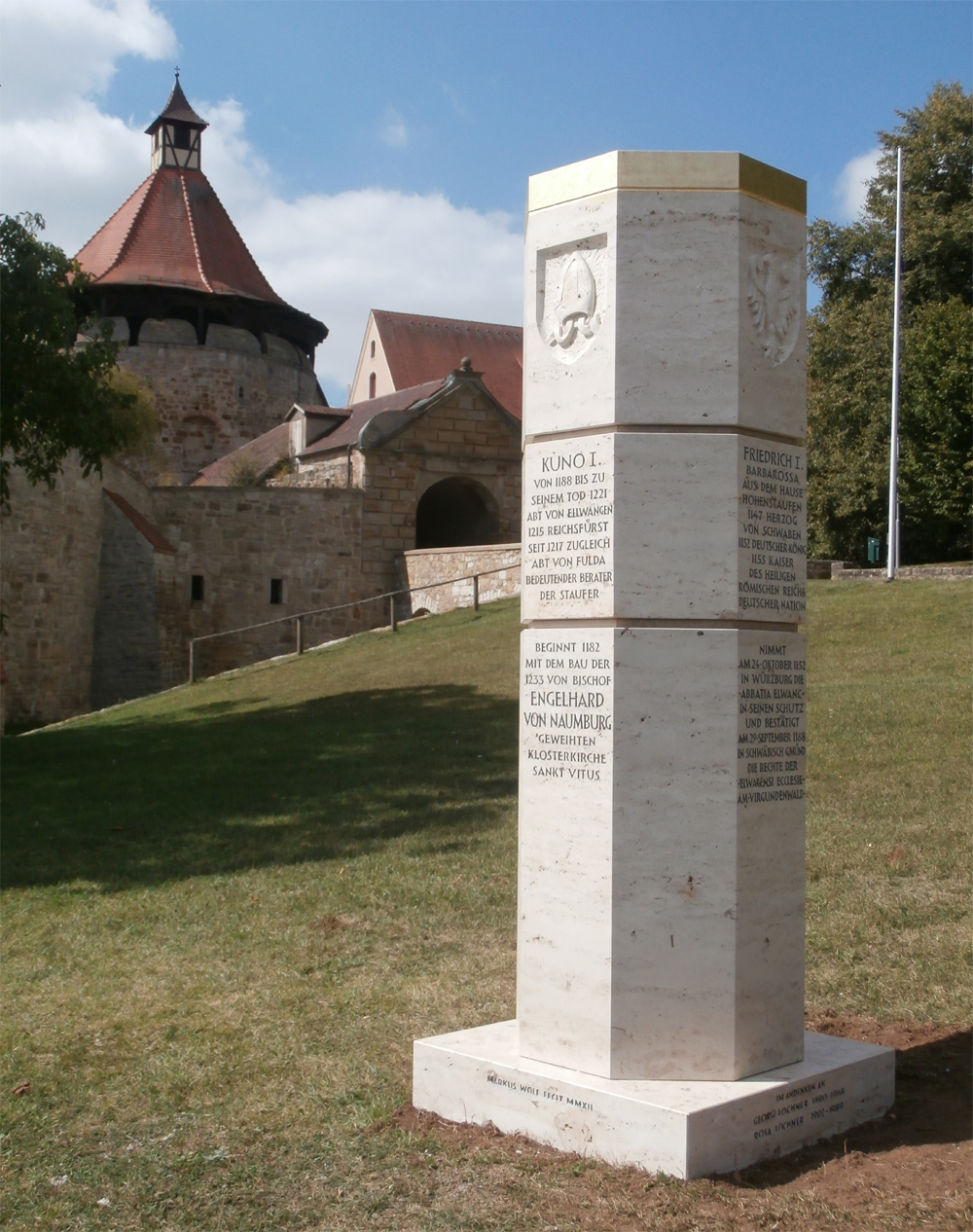
Stauferstele (2012)

Die Schlossanlage geht auf eine mittelalterliche Burg zurück, die um das Jahr 1200 von Abt Kuno I. (1188–1221) erbaut wurde. Zum ersten Mal wurde das „castrum Ellwangen“ 1266 urkundlich erwähnt. Ab 1460 diente der Bau als Residenz und Wohnsitz, geprägt durch die weltliche Hofhaltung der zu Reichsfürsten aufgestiegenen Pröpste. Fürstpropst Johann Christoph von Westerstetten ließ von 1603 bis 1608 die Anlage als Renaissance-Schloss umgestalten. Aus dieser Zeit stammen der Arkadeninnenhof und die vier Ecktürme.
1720 kam es zu einem verheerenden Brand. Fürstpropst Franz Ludwig von der Pfalz (1664–1732), Erzbischof und Kurfürst von Trier (ab 1729 von Mainz), Bischof von Breslau und Worms sowie Hochmeister des Deutschen Ordens, beauftragte die Deutschordensbaumeister Franz Keller und Franz Josef Roth, das Schloss im Stil des Barock wieder aufzubauen. Dabei entstanden das im Jahre 1726 vollendete Treppenhaus mit einer doppelläufigen Treppe, das einheitliche Mansarddach der Hauptgebäude sowie der prunkvolle Thronsaal.

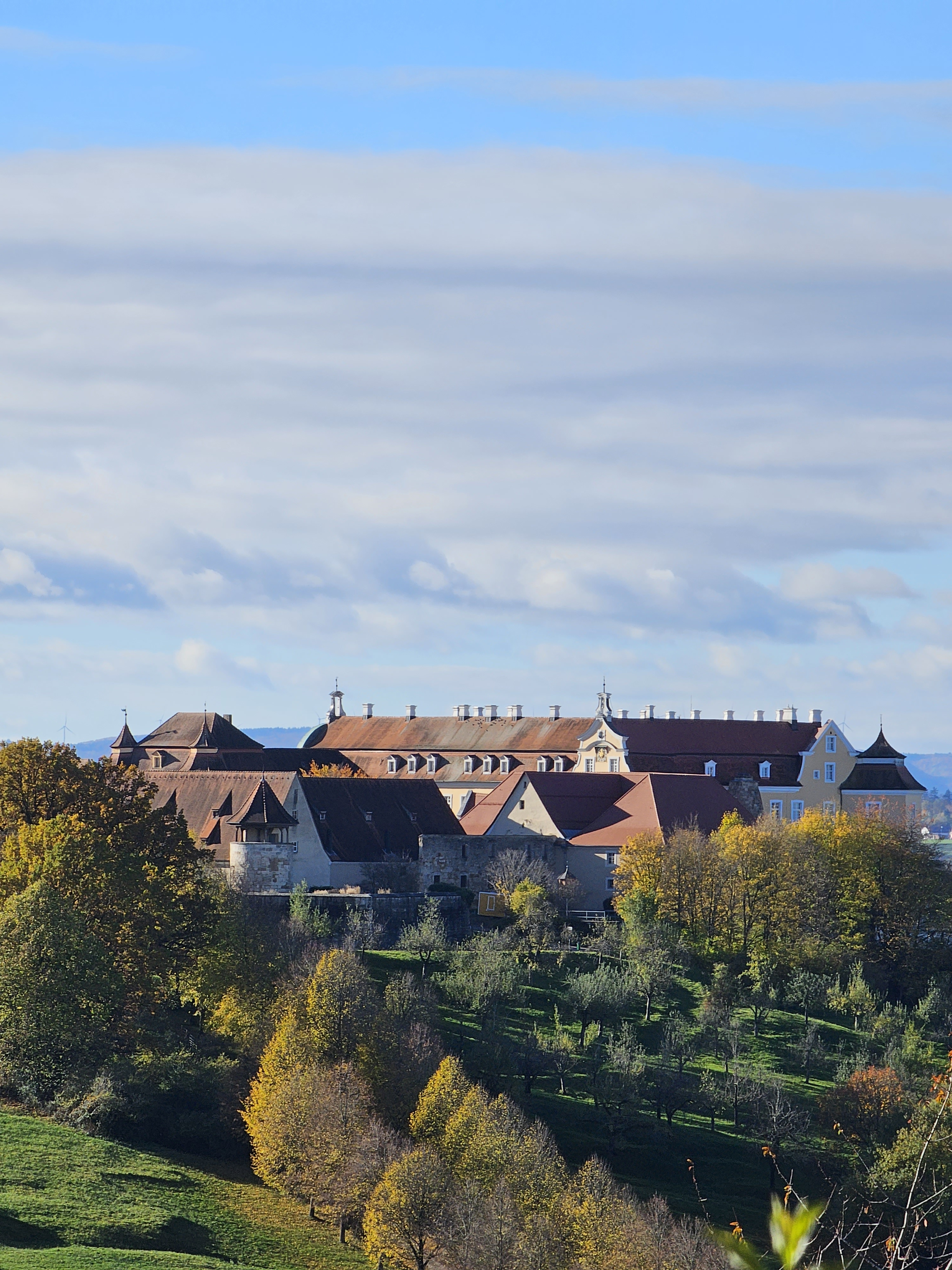
Schloss ob Ellwangen von Schönenberg aus fotografiert

Ab den Jahren 1802/1803 machte Kurfürst Friedrich im Zuge der Säkularisation das repräsentative Gebäude zu seiner Residenz. Der zum König von Württemberg aufgestiegene Friedrich I. ließ sich einen Thronsaal einrichten und zwischen den Jahren 1803 und 1806 tagte sogar die Regierung von Neuwürttemberg im Schlossgebäude. In den Jahren 1815 und 1816 erfolgte ein weiterer Umbau der Räumlichkeiten. Der verbannte westphälische König Jérôme Bonaparte, Bruder Napoleons, und seine Frau Katharina, die württembergische Königstochter, ließen sich einige Räume im Schloss als Wohnsitz einrichten und die Fenster und Galerien verglasen.
1997 wurde das Geviert im Schloss-Innenhof restauriert. Der Kalkputz mit Stroharmierung auf dem Gebälk wurde durch einen Silikatputz ersetzt, wobei die ursprüngliche Farbgebung der Fassade um 1700 wieder hergestellt wurde. Bei den Renovierungsarbeiten wurden auf dem Dachboden Foltergeräte aus der Zeit der Inquisition (für peinliche Befragung) sowie ein hölzernes Modell der Bürgerhäuser der Fürstpröbste (auf dem Ellwanger Marktplatz) gefunden, die in ihrer Fassadengestaltung bis heute nahezu unverändert sind.
Erhalten ist die Schlosskapelle mit einem der wenigen erhaltenen Altarbilder, das die damals umfriedete Stadt Ellwangen und das Schloss mit dem hölzernen fünfeckigen Turm zeigt, der dem Brand von 1720 zum Opfer fiel. Erhalten sind weiterhin die Wirtschaftsgebäude, insbesondere das Brauhaus, eine Überdachung für Pferde und Kutschen, ein Forellenteich, eine sehr geräumige Schafstallung, der Kräutergarten im Ringwall und die Schlossküche im Innenhof. Der barocke Rosengarten (Basteigarten) ist im Sommer über das Torhaus zugänglich. Im Torhaus befinden sich aus der Zeit der Wehrburg absenkbare massive Gitter, Pechnasen, Schießscharten für Bogenschützen sowie ein Verlies.
Schließlich vollzog sich ab dem Jahr 1842 ein endgültiger Wandel in der Nutzung der Gebäude: Eine Landwirtschaftsschule sowie einige Landesbehörden zogen ein.
2012 wurde auf einer Wiese vor dem Schloss eine Stauferstele eingeweiht, die an den Ellwanger Abt Kuno I. erinnert, der ein wichtiger Berater der Staufer war und die Kaiserkrönung von Friedrich II. in Rom vorbereitete.

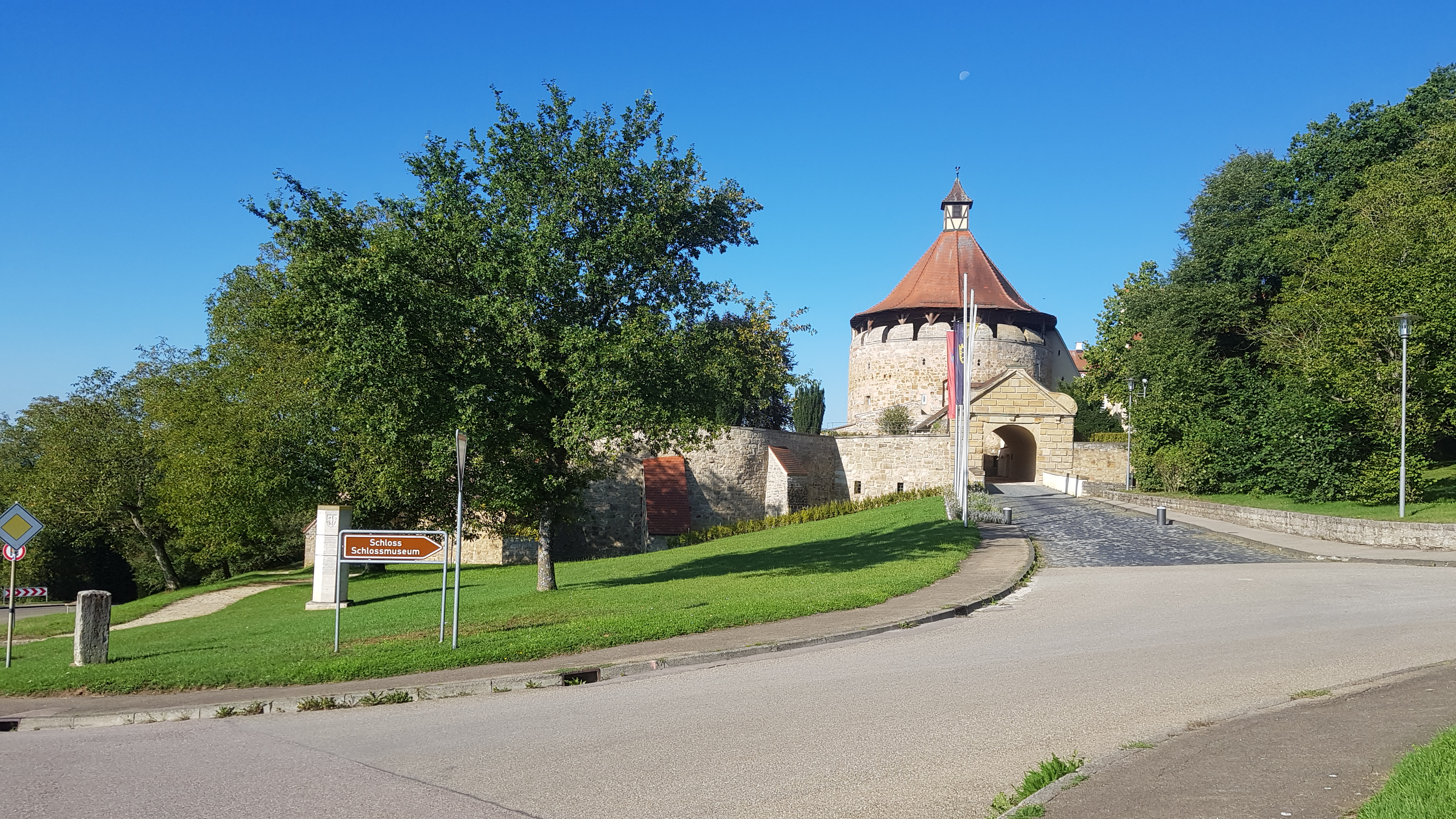
Haupteingang des Schloss ob Ellwangen mit Stauferstele

## Heutige Nutzung
Auch heute beherbergt das Schloss ob Ellwangen noch mehrere Landes- und Kreisbehörden, eine Außenstelle des Landratsamtes und ein Kunstatelier. Im Ostflügel befanden sich eine Jugendherberge sowie Wohnungen. Schloss Ellwangen zählt zu den landeseigenen Monumenten und wird von der Einrichtung Staatliche Schlösser und Gärten Baden-Württemberg betreut. Für Besucher ist das Schlossmuseum geöffnet.

### Das Schlossmuseum
Im Jahre 1967 wurde das Schloss ob Ellwangen überregional bekannt, nachdem die Deutsche Bundespost eine 50-Pfennig-Dauermarke herausgab. Aus den ehemaligen Wohnräumen der Fürstpröpste entstand das 1908 eingerichtete Schlossmuseum.
Vom Thronsaal des Museums, der auch heute wegen seiner guten Akustik häufig für Konzerte genutzt wird, hat man einen einmaligen Ausblick auf die Stadt Ellwangen. Zu den Schätzen dieses Museums zählen Barockkrippen, der Ellwanger Kabinettschrank, Ofenplatten aus der Wasseralfinger Gießerei, Werke des heimischen Malers Karl Stirner sowie wertvolle Fayencen, die in der nahen Schrezheimer Manufaktur hergestellt wurden.

### Regelmäßige Veranstaltungen
Das Schloss bietet heute eine ideale Kulisse für Theateraufführungen, welche alljährlich in der ersten Sommerferienwoche stattfinden.
Ebenso bietet sich eine gute Kulisse für die alljährlich stattfindenden Heimattage und unzählige weitere kulturelle Veranstaltungen. Seit 2017 findet am Freitag vor den Heimattagen das Luftschlossfestival statt.

## Briefmarken

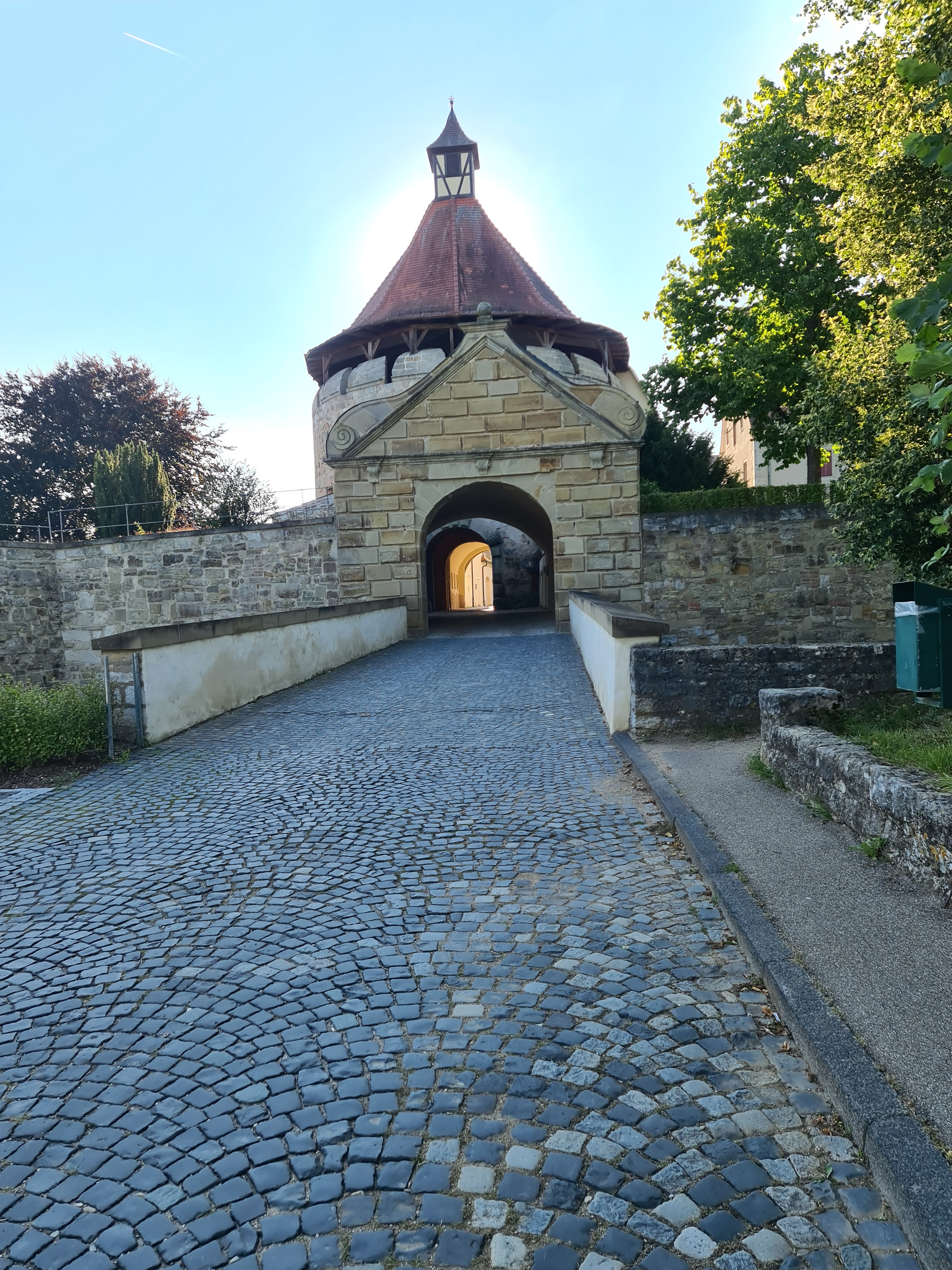
Das Ellwanger Schlosstor wie es auf den Briefmarken abgebildet ist
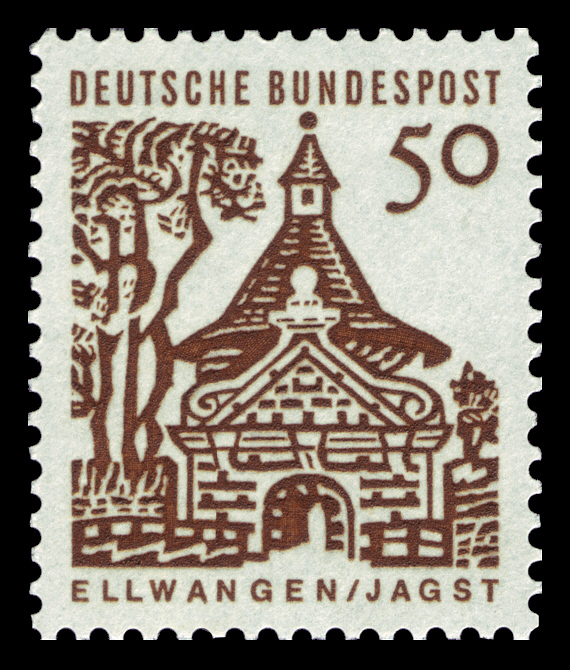
Briefmarke der Deutschen Bundespost (1964) aus der Serie Deutsche Bauwerke aus zwölf Jahrhunderten: Blick von Osten auf das Schlosstor
Briefmarke der Deutschen Bundespost (1967) aus der Serie Deutsche Bauwerke aus zwölf Jahrhunderten